# Podsedlo
Podsedlo es una localidad de Croacia en el municipio de Vojnić, condado de Karlovac.

## Geografía
Se encuentra a una altitud de 185 m s. n. m. a 82 km de la capital nacional, Zagreb.

## Demografía
En el censo 2011, el total de población de la localidad fue de 75 habitantes.
| Gráfica de población de Podsedlo 1857-2011                          |
|                                                                     |
| Según los censos de población de la oficina estadística de Croacia. |